# Nuptse
Le Nuptse est un sommet népalais dans la région de Khumbu situé au sud-ouest de l'Everest. Son nom signifie en tibétain « Sommet de l'Ouest ». C'est l'un des plus proches satellites de l'Everest, sa face nord dominant la combe Ouest.

## Topographie
La principale arête du Nuptse contient 7 sommets :
| Sommet          | Mètres  | Latitude (N) | Longitude (E) |
| --------------- | ------- | ------------ | ------------- |
| Nuptse I        | 7 861 m | 27°57′59″    | 86°53′24″     |
| Nuptse II       | 7 827 m | 27°57′52″    | 86°53′34″     |
| Nuptse Shar I   | 7 804 m | 27°57′41″    | 86°53′47″     |
| Nuptse Nup I    | 7 784 m | 27°58′05″    | 86°53′08″     |
| Nuptse Shar II  | 7 776 m | 27°57′39″    | 86°53′55″     |
| Nuptse Nup II   | 7 742 m | 27°58′06″    | 86°52′54″     |
| Nuptse Shar III | 7 695 m | 27°57′30″    | 86°54′42″     |

## Premières ascensions
- 1961 - arête nord le 16 mai par Dennis Davis et le sherpa Tashi lors d'une expédition britannique
- 1979 -  face nord (en style alpin) par Doug Scott, Alan Rouse, Brian Hall et Georges Bettembourg[1].
- 1984 - arête ouest par Yvan Estienne, Rémi Roux, etc., expédition dirigé par Raymond Renaud
- 1994 - pilier sud du Nuptse Shar I par les Français Michel Fauquet et Vincent Fine, arrêtés par le vent sur l’arête sommitale à 300 mètres du sommet.
- 2008 - voie Are you experienced? dans la face sud par Stéphane Benoist et Patrice Glairon-Rappaz ; ascension nommée aux Piolets d'or 2008[2].
- 2017 - voie en face sud par Frédéric Degoulet, Benjamin Guigonnet et Hélias Millerioux[3].